# Zeatrophon pulcherrimus
Zeatrophon pulcherrimus is een slakkensoort uit de familie van de Muricidae. De wetenschappelijke naam van de soort is voor het eerst geldig gepubliceerd in 1930 door Finlay.